# باباطاهر
باباطاهر یا باباطاهر عریان همدانی، عارف، شاعر ایرانی و دوبیتی‌سرای اواخر سده چهارم و اواسط سده پنجم هجری ایران، در دوران طغرل بیک سلجوقی می‌زیسته است. «بابا» لقبی بوده که به پیروان وارسته می‌داده‌اند و برای صفت عریان دلایل گوناگونی ذکر شده است. مسلک درویشی و فروتنی او که شیوهٔ عارفان است سبب شد تا وی گوشه‌گیر شده، گمنام زیسته و تفصیلی از زندگانی خود باقی نگذارد.

## زندگی‌نامه
از خاندان، تحصیلات و زندگی باباطاهر اطلاعات درستی در دسترس نیست، اما بنا به نوشتهٔ راوندی در راحةالصدور، باباطاهر در سال ۴۴۷ هجری با طغرل سلجوقی دیدار کرده و مورد احترام وی نیز قرار گرفته است. در یکی از دوبیتی‌های مشهورش سال تولدش را به حروف ابجد گنجانیده که پس از محاسبه توسط میرزا مهدی‌خان کوکب به سال ۳۲۶ هجری رسیده است، اما رشید یاسمی با استناد به همان دو بیتی و اشاره به اهمیت عدد ۱٬۰۰۰ نزد اغلب ملل بر آن رفته است که مقصود باباطاهر از واژهٔ الف سال ۱۰۰۰م بوده و در نتیجه مقارن سال‌های ۳۹۰ و ۳۹۱ (برابر با ۱٬۰۰۰ میلادی) زاده شده است. او پس از ۸۵ سال زندگی، در همدان وفات یافته است.

## آرامگاه

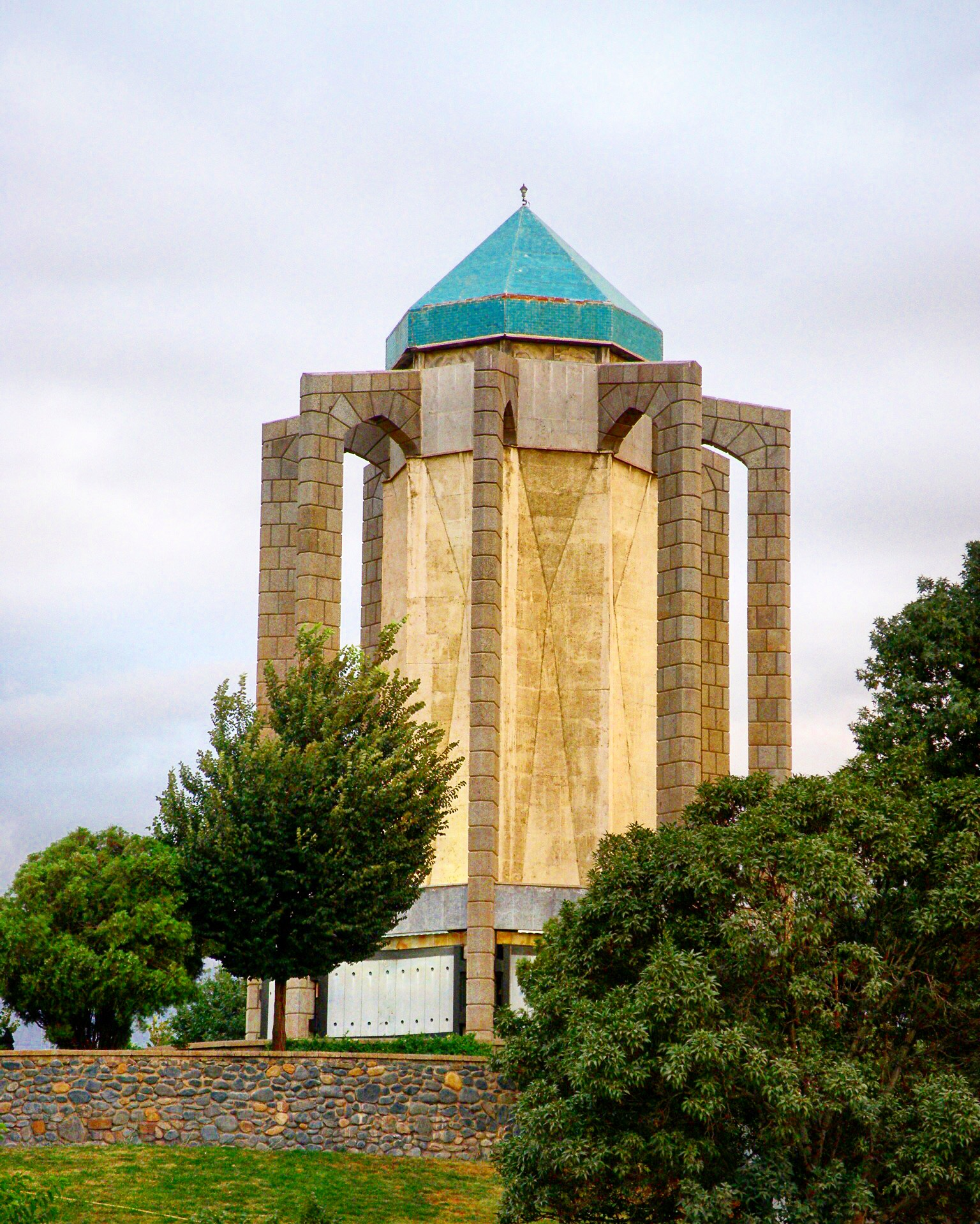
آرامگاه باباطاهر عریان در همدان

آرامگاه باباطاهر در شمال شهر همدان و در میدانی به نام وی قرار دارد. حمدالله مستوفی به سال ۷۴۰ ه‍.ق در نام بردن از همدان این شهر را به نام همدان باباطاهر اسم می‌برد که نشان از مشهور بودن همدان به نام باباطاهر است. این آرامگاه در سال ۱۳۴۴ ساخته شده و در سال ۱۳۸۳ بازسازی شده است. بنای مقبره باباطاهر در گذشته چندین بار بازسازی شده است. در قرن ششم هجری برجی آجری و هشت ضلعی بوده است. در دوران حکومت رضاشاه پهلوی نیز بنای آجری دیگری به جای آن ساخته شده بود. درجریان این بازسازی لوح کاشی فیروزه‌ای رنگی مربوط به سده هفتم هجری به دست آمد که دارای کتیبه‌ای به خط کوفی برجسته و آیاتی از قرآن است و هم‌اکنون در موزه ایران باستان نگهداری می‌شود. احداث بنای جدید در سال ۱۳۴۴ خورشیدی به همت انجمن آثار ملی و شهرداری وقت همدان و توسط مهندس محسن فروغی انجام شده است. این بنای تاریخی طی شماره ۱۷۸۰ در تاریخ ۲۱ فروردین ۱۳۷۶ به ثبت آثار تاریخی و ملی ایران رسیده است. در اطراف بنای جدید فضای سبز وسیعی احداث شده است.
برخی از بزرگانی که درجوار مزار باباطاهر آرمیده‌اند:
- محمد ابن عبدالعزیز از ادیبان سده ۳ هجری
- ابوالفتح اسعد از فقیهان سده ۶
- میرزا علی نقی کوثر از دانشمندان سده ۱۳
- مفتون همدانی از شاعران سده ۱۴

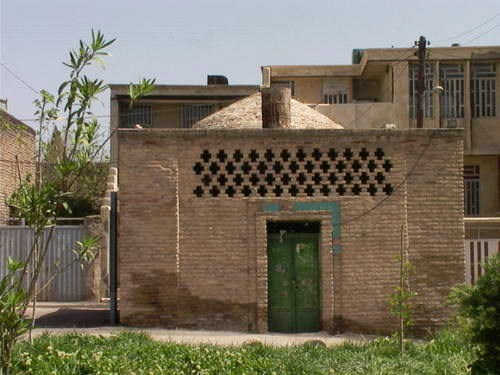
آرامگاه منسوب به باباطاهر در خرم‌آباد

آرامگاهی نیز به نام آرامگاه باباطاهر در خرم‌آباد منسوب به این شاعر است که با شماره ۱۴۴۷۳ در اسفند ۱۳۸۴ ثبت ملی شده است.

## زبان شعر
در برخی منابع اشعار او به زبان لری نزدیک دانسته شده است. نام پدر باباطاهر را برخی فریدون ضبط کرده‌اند و او را طاهربن فریدون بختیاری نوشته‌اند. دوبیتی را هم به او منسوب می‌دارند:
عزیزا مردی از نامرد نائی
فغان و ناله از نامرد نائی
حقیقت بشنو از پور فریدون
که شعله از تنور سرد نائی

## آثار باباطاهر
برخی معتقدند ترانه‌ها یا دو بیتی‌های باباطاهر در بحر هزج مسدس محذوف سروده شده است. البته اطلاق عنوان فهلویات بر این نوع دوبیتی‌ها احتمالاً نشان می‌دهد که آن‌ها در زبان پهلوی و مربوط به گویش ایران میانه آن باشد. با این حال روبن آبراهامیان خاورشناس ارمنستانی به این نتیجه رسید که گویش بکار رفته در دوبیتی‌های باباطاهر گرایش نزدیکی با گویش مورد استفاده توسط یهودیان معاصر همدان دارد. گویش یهودیان همدان در شاخه شمال غربی زبان‌های ایرانی طبقه‌بندی شده است. دو قطعه و چند غزل و مجموعه کلمات قصار به زبان عربی از آثار دیگر اوست. کتاب سرانجام شامل دو بخش عقاید عرفاً و صوفی و الفتوحات الربانی فی اشارات الهمدانی است. تعداد دوبیتی‌های وی تا ۳۵۴ دوبیتی برشمرده‌اند. چند نمونه از دوبیتی‌های باباطاهر:
| مکن کاری که بر پا سنگت آیو      |  | جهان با این فراخی تنگت آیو    |
| چو فردا نامه خوانان نامه خوانند |  | تو را از نامه خواندن ننگت آیو |
| * * *                           |  |                               |

| مو آن رندم که نامم بی قلندر |  | نه خون دیرم نه مون دیرم نه لنگر |
| چو روز آیه بگَردم گِرد گیتی   |  | چو شو گَرده به خشتی وانهم سر     |
| * * *                       |  |                                 |

| ز دست دیده و دل هر دو فریاد |  | که هر چه دیده وینه دل کنه یاد |
| بسازم خنجری نیشش ز پولاد    |  | زنم بر دیده تا دل گرده آزاد   |
| * * *                       |  |                               |

| خداوندا که بوشم با که بوشم |  | مژه پراشک خونین تا که بوشم   |
| همم کز در برانن سو ته آیم  |  | تو کم از در برانی وا که بوشم |
| * * *                      |  |                              |

| هزارت دل بغارت برده ویشه    |  | هزارانت جگر خون کرده ویشه |
| هزاران داغ ویش از ویشم اشمر |  | هنی نشمرده از اشمرده ویشه |
| * * *                       |  |                           |

| چه خوش بی مهربونی هر دو سر بی |  | که یک سر مهربونی دردسر بی |
| اگر مجنون دل شوریده‌ای داشت    |  | دل لیلی از او شوریده‌تر بی |
| * * *                         |  |                           |

| خداوندا به فریاد دلم رس |  | کس بی کس تویی مو مانده بی کس |
| همه گویند طاهر کس نداره |  | خدا یار منه چه حاجت کس       |
| — باباطاهر عریان        |  |                              |

 باباطاهر همدانی

## نگارخانه

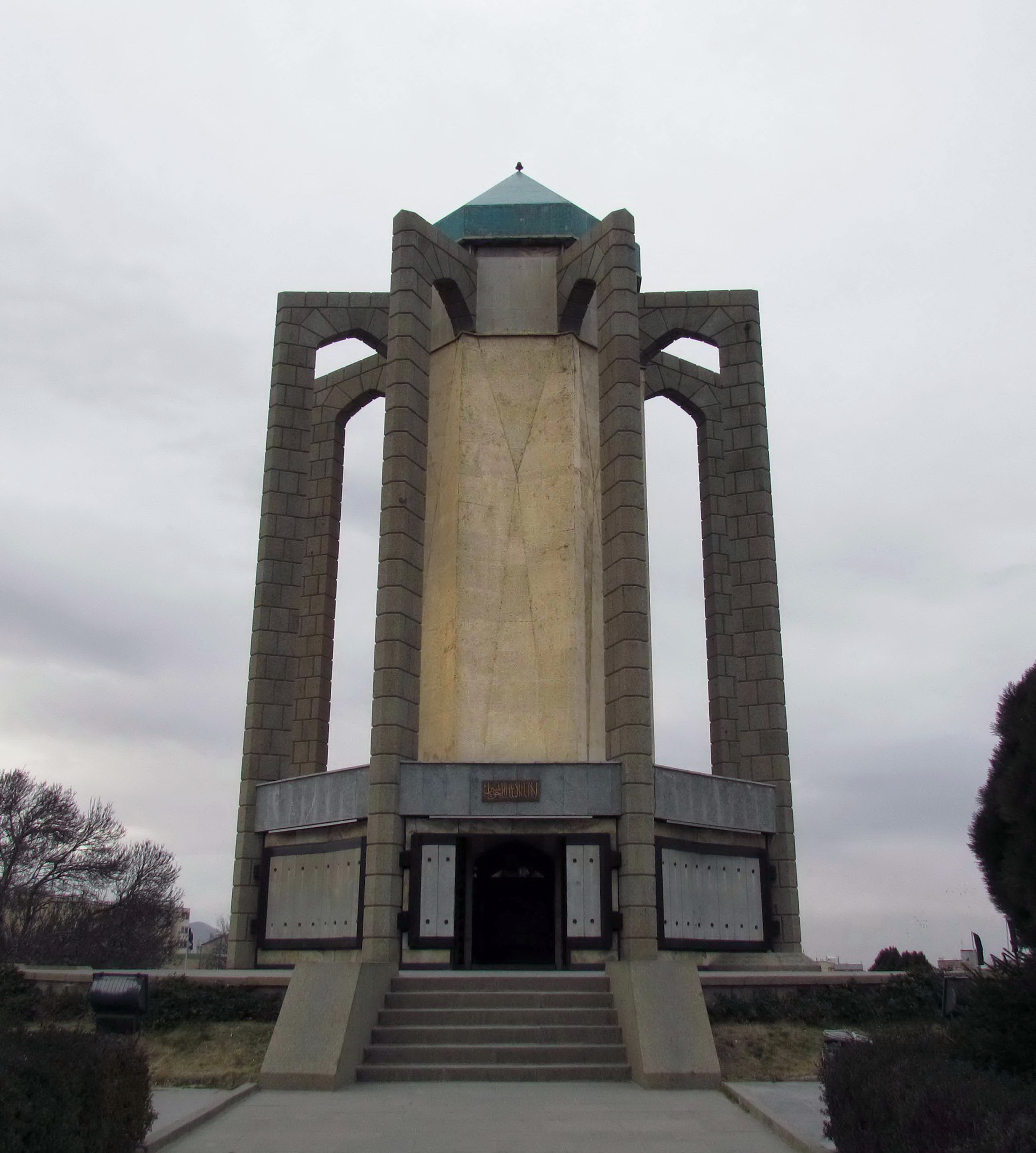
آرامگاه باباطاهر در همدان، تجدید بنا شده در سال ۱۳۴۴
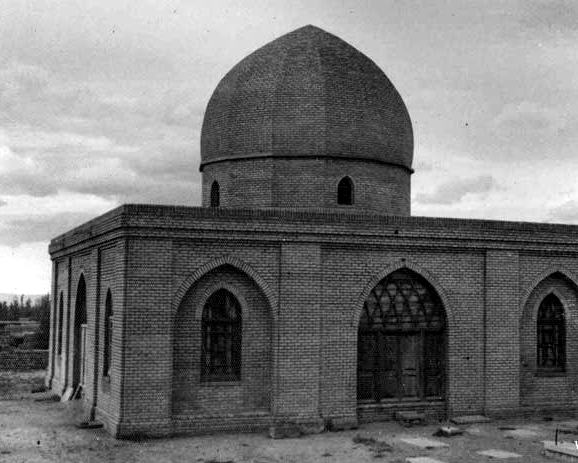
آرامگاه پیشین باباطاهر عریان در شهر همدان
آرامگاه پیشین باباطاهر عریان در شهر همدان
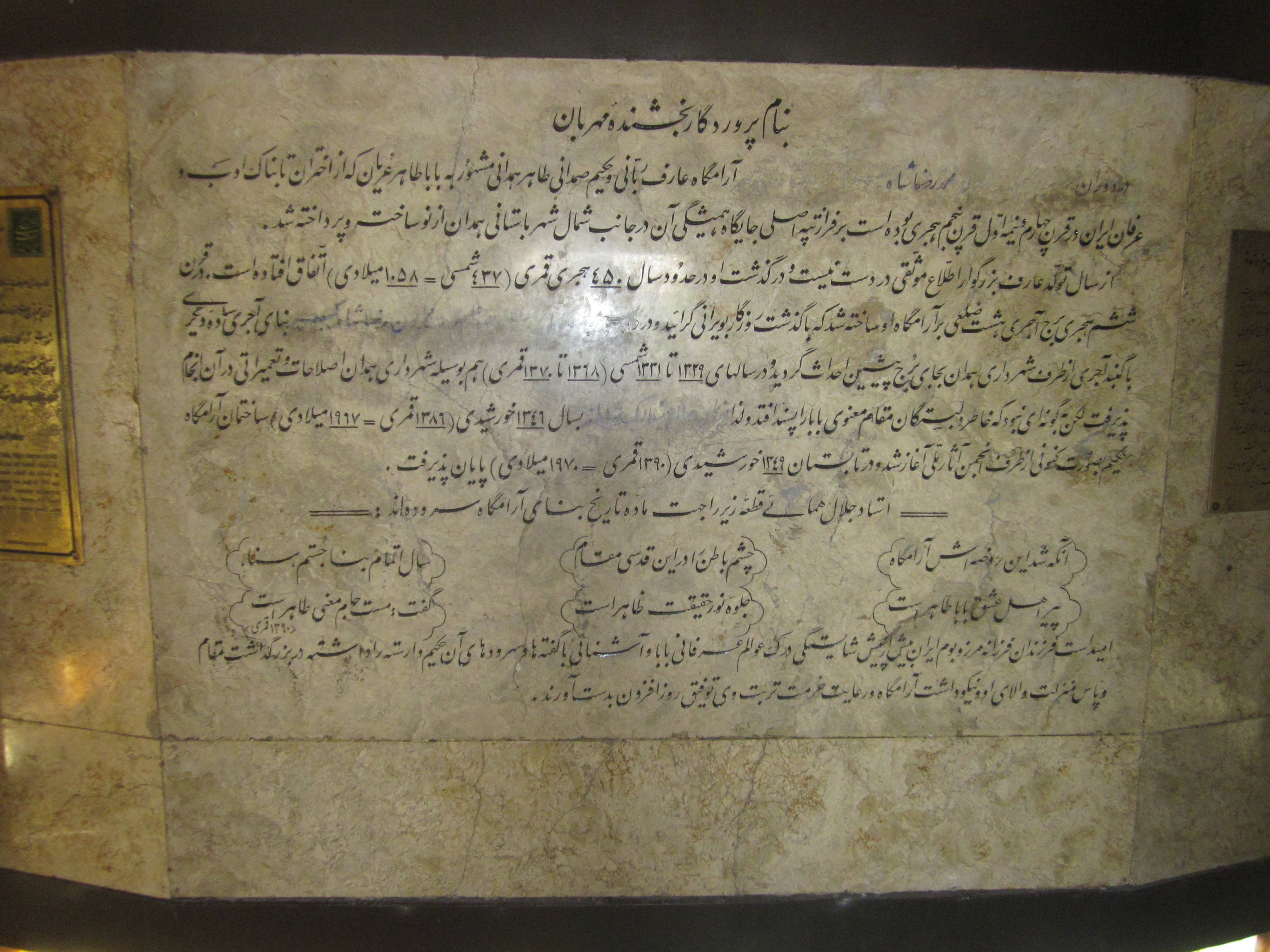
کتیبهٔ شرح بازسازی آرامگاه باباطاهر در شهر همدان توسط محمدرضا شاه پهلوی (بعد از انقلاب اسلامی ایران، اسامی محمدرضا شاه پهلوی و رضاشاه از این کتیبه پاک شده است).